# Joanna Wojnicka
Joanna Dorota Wojnicka (ur. 7 sierpnia 1970) – polska filmoznawczyni i historyk filmu, doktor habilitowany nauk humanistycznych w Instytucie Sztuk Audiowizualnych Uniwersytetu Jagiellońskiego. Jej zainteresowania obejmują historię kina europejskiego, między innymi rosyjskiego i sowieckiego, a także komparatystyczne prace poświęcone związkom kina z literaturą i teatrem.

## Kariera
Doktoryzowała się obronioną w 1999 rozprawą Świat umierający. Fenomen późnej twórczości Luchino Viscontiego. Stopień doktora habilitowanego otrzymała w 2013 na podstawie pracy Dzieci XX Zjazdu. Film w kulturze sowieckiej lat 1956–1968.
Do jej dorobku naukowego należą także popularyzatorskie książki: Słownik wiedzy o filmie (wraz z Olgą Katafiasz, 2005), Historia filmu. Od Edisona do Nolana (wraz z Rafałem Syską, 2015) oraz monografia Prorocy, kapłani, rewolucjoniści. Szkice z historii kina rosyjskiego (2019). Zredagowała tom Od Puszkina do Brodskiego. Adaptacje literatury rosyjskiej (2017) oraz opublikowała liczne artykuły w czasopismach i książkach zbiorowych, w tym rozdziały poświęcone historii kina rosyjskiego i sowieckiego w czterech tomach Historii kina (Kino nieme, 2009; Kino klasyczne, 2011; Kino nowofalowe, 2015, Kino końca wieku, 2019). W 2020 roku objęła stanowisko dyrektorki Instytutu Sztuk Audiowizualnych na Uniwersytecie Jagiellońskim.